# Palorbitolinoides
Palorbitolinoides es un género de foraminífero bentónico de la subfamilia Orbitolininae, de la familia Orbitolinidae, de la superfamilia Orbitolinoidea, del suborden Orbitolinina y del orden Loftusiida. Su especie tipo es Palorbitolinoides hedini. Su rango cronoestratigráfico abarca desde el Aptiense hasta el Albiense (Cretácico inferior).

## Discusión
Clasificaciones previas incluían Palorbitolinoides en el suborden Textulariina del orden Textulariida o en el orden Lituolida.

## Clasificación
Palorbitolinoides incluye a las siguientes especies:
- Palorbitolinoides hedini †
- Palorbitolinoides orbiculata †
- Palorbitolinoides tenuis †